# 八王子站

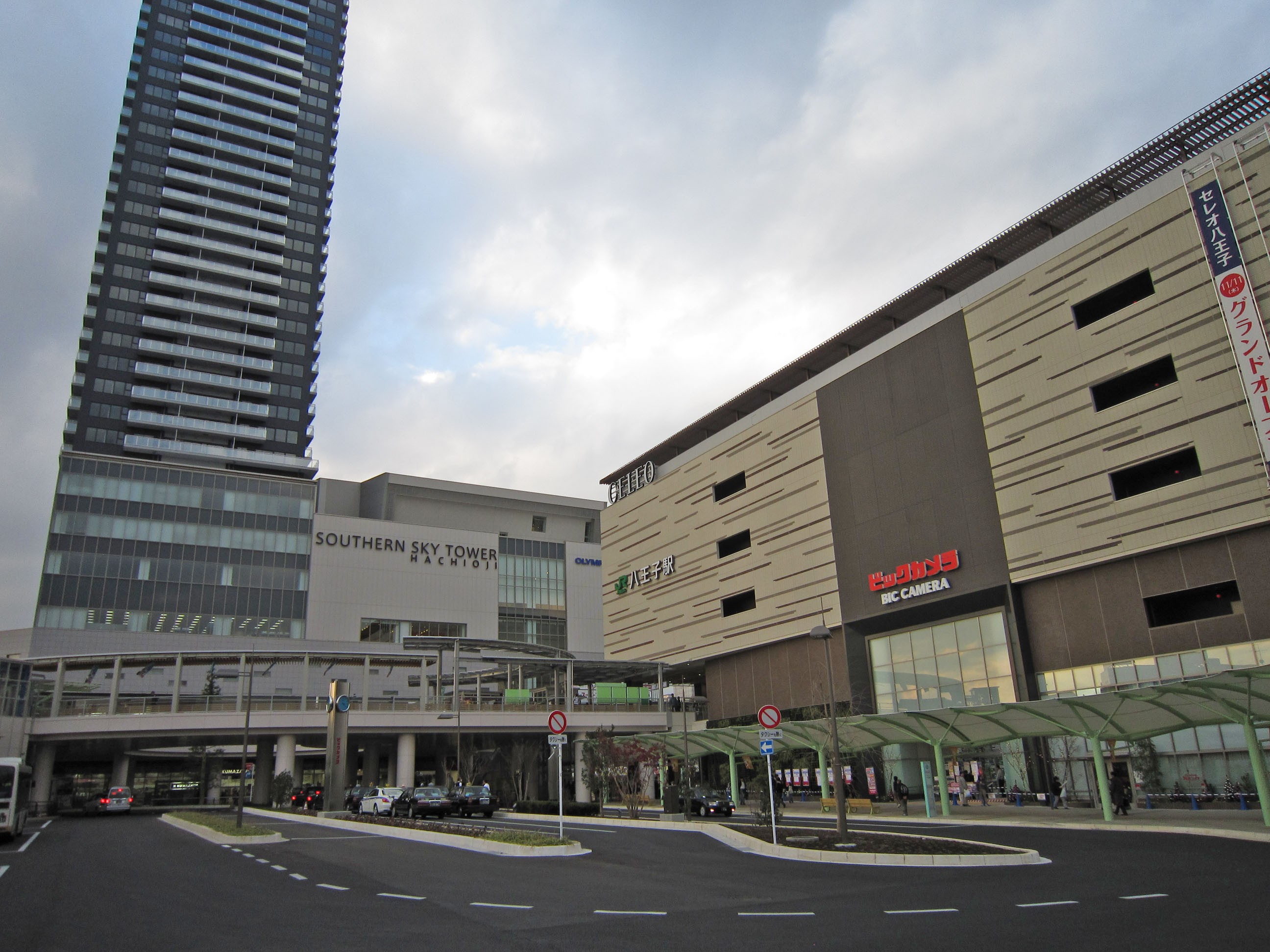
八王子站南口

八王子站（日语：／ Hachiōji eki */?）是一個位於東京都八王子市旭町，屬於東日本旅客鐵道（JR東日本）、日本貨物鐵道（JR貨物）的鐵路車站。中央線的車站編號是JC 22，橫濱線是JH 32。

## 車站構造
島式月台3面6線的地面車站。

### 月台配置
| 月台 | 路線    | 方向 | 目的地                     | 備註                                   |
| ---- | ------- | ---- | -------------------------- | -------------------------------------- |
| 1    | ■八高線 | -    | 拜島、高麗川、高崎方向     | 高崎方向需於高麗川轉乘                 |
| 1    | ■川越線 | -    | 拜島、高麗川、川越方向     |                                        |
| 2    | 中央線  | 上行 | 立川、新宿、東京方向       | 然而此站始發列車於3號月台              |
| 3    | 中央線  |      |                            | 中線。通常由中央線上行此站始發列車使用 |
| 4    | 中央線  | 下行 | 高尾、大月、甲府、松本方向 |                                        |
| 5、6 | 橫濱線  | 上行 | 橋本、町田、東神奈川方向   |                                        |

（來源：JR東日本:車站構內圖 （页面存档备份，存于））
八高線高麗川以南電氣化後、八高線不再有高崎方向直通列車、需於高麗川站作換乘。
4號線與5號線之間、有3條通過線。

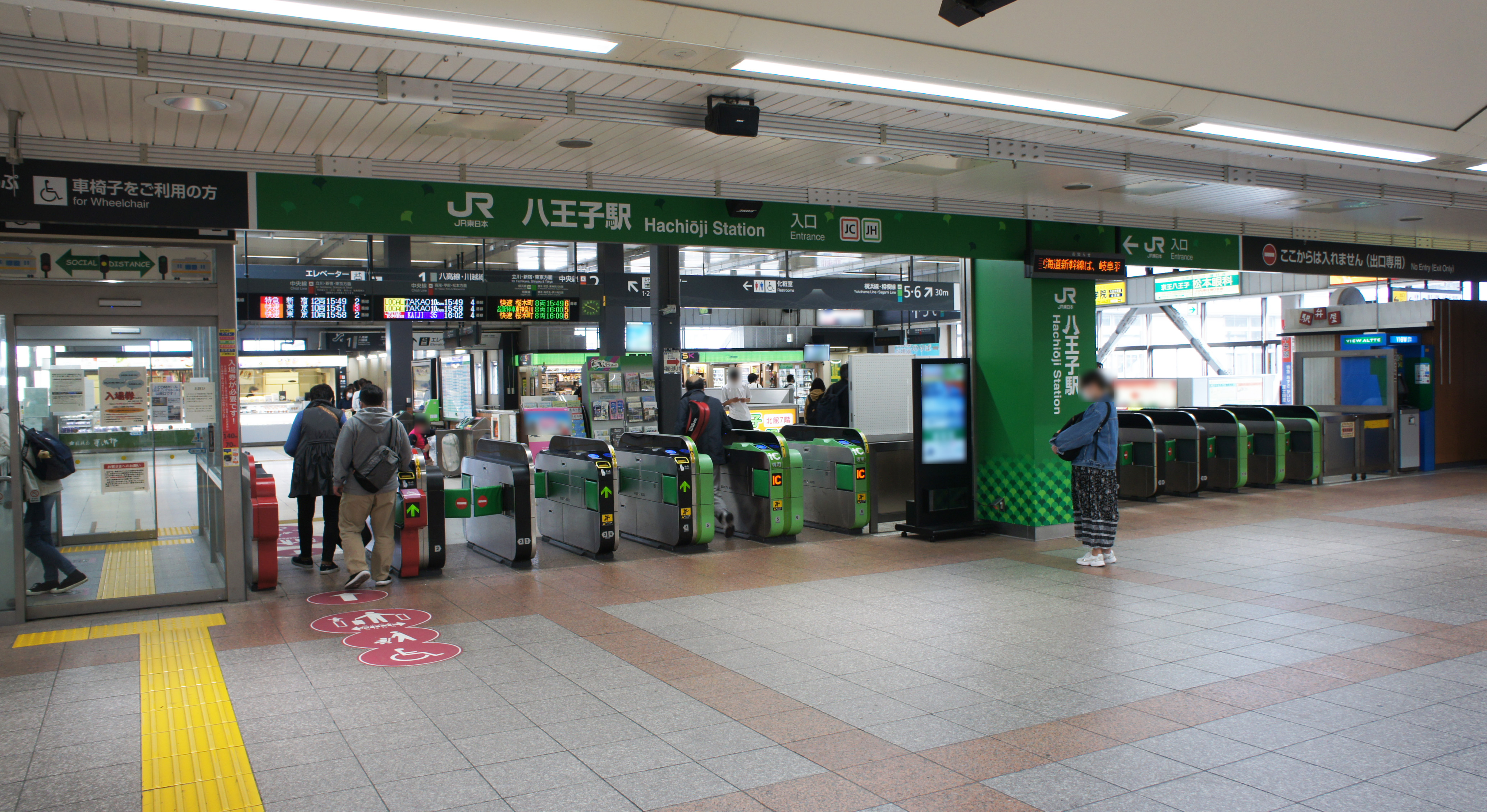
閘口 (2021年4月25日)
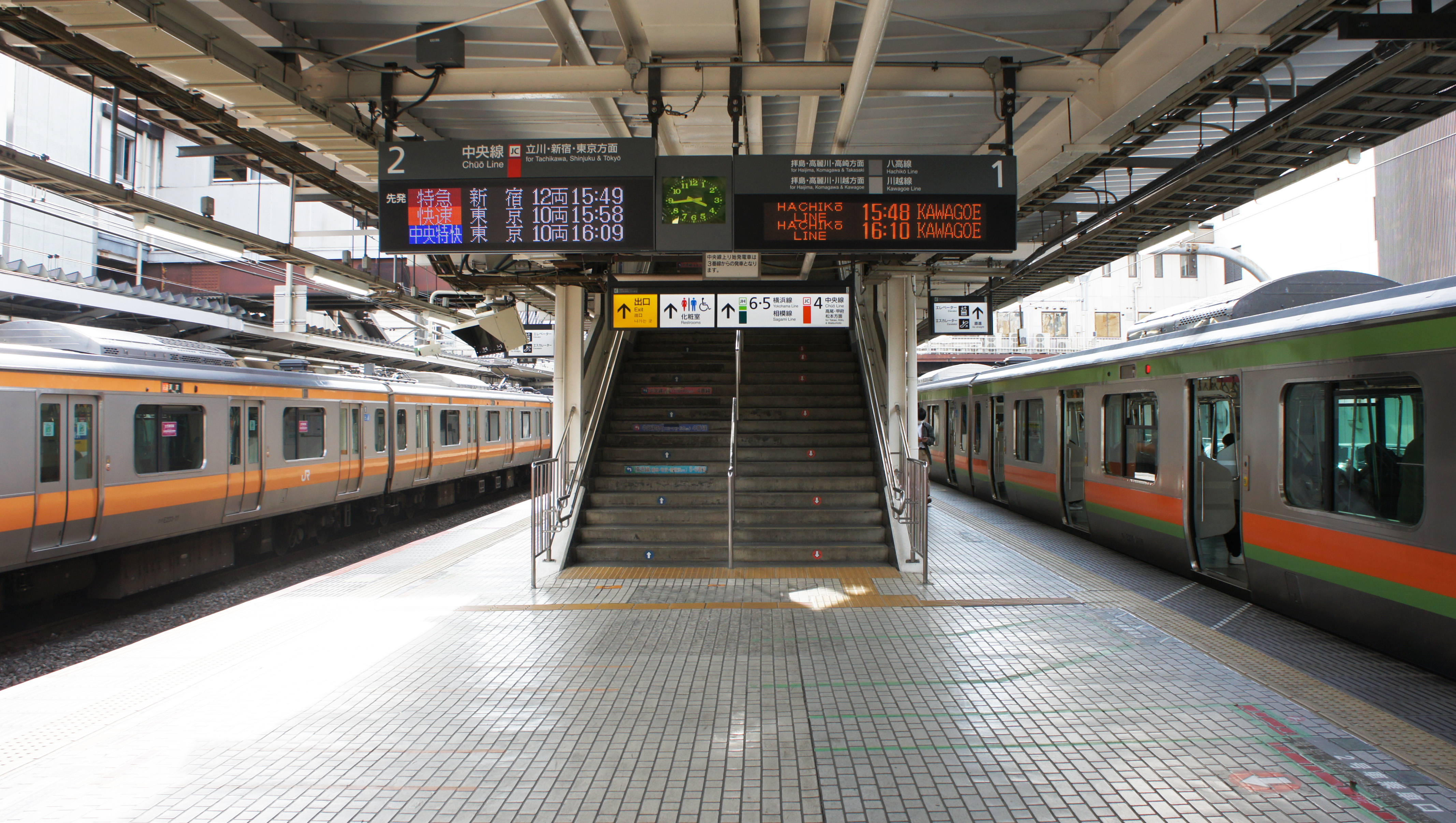
1、2號月台 (2021年4月25日)
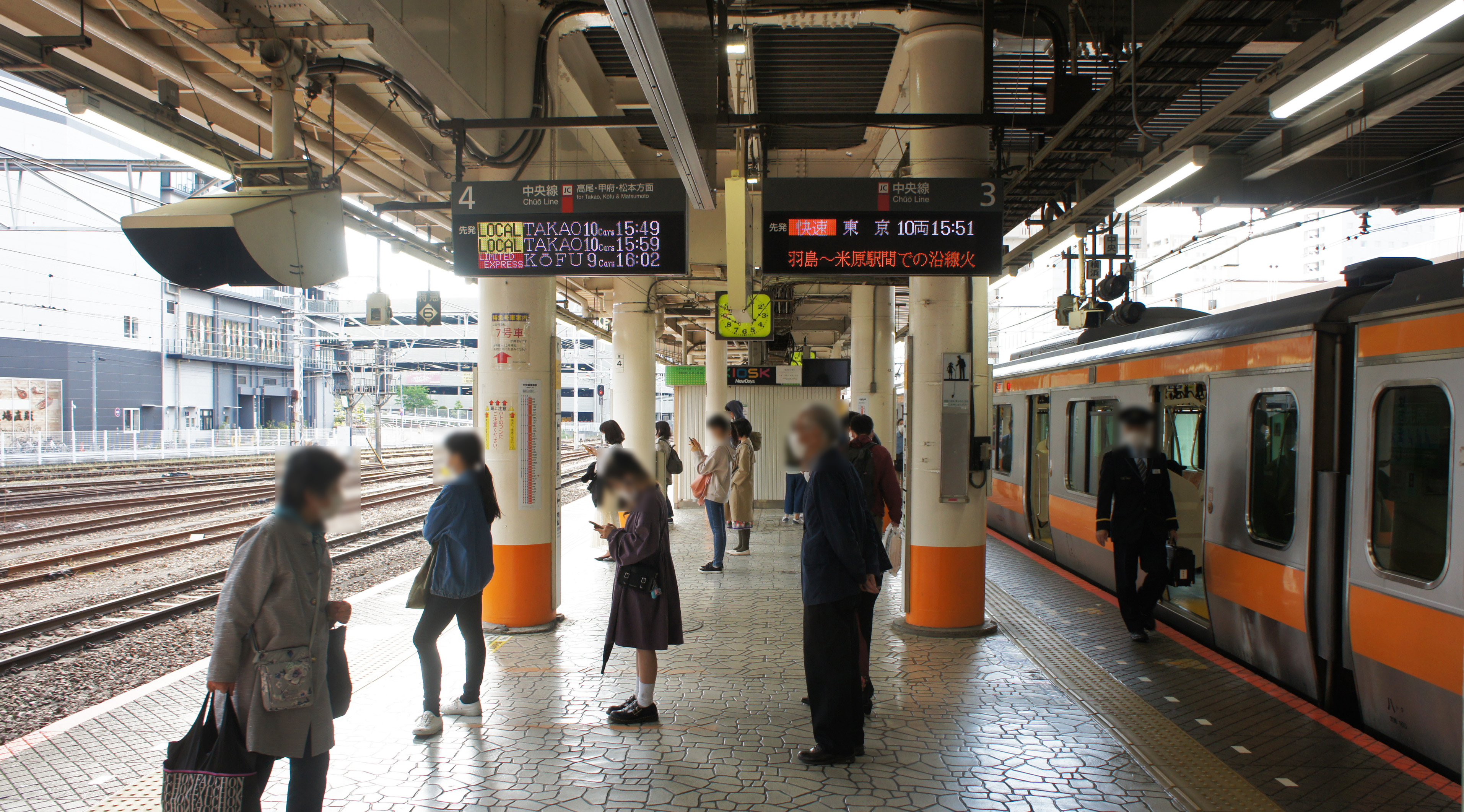
3、4號月台 (2021年4月25日)
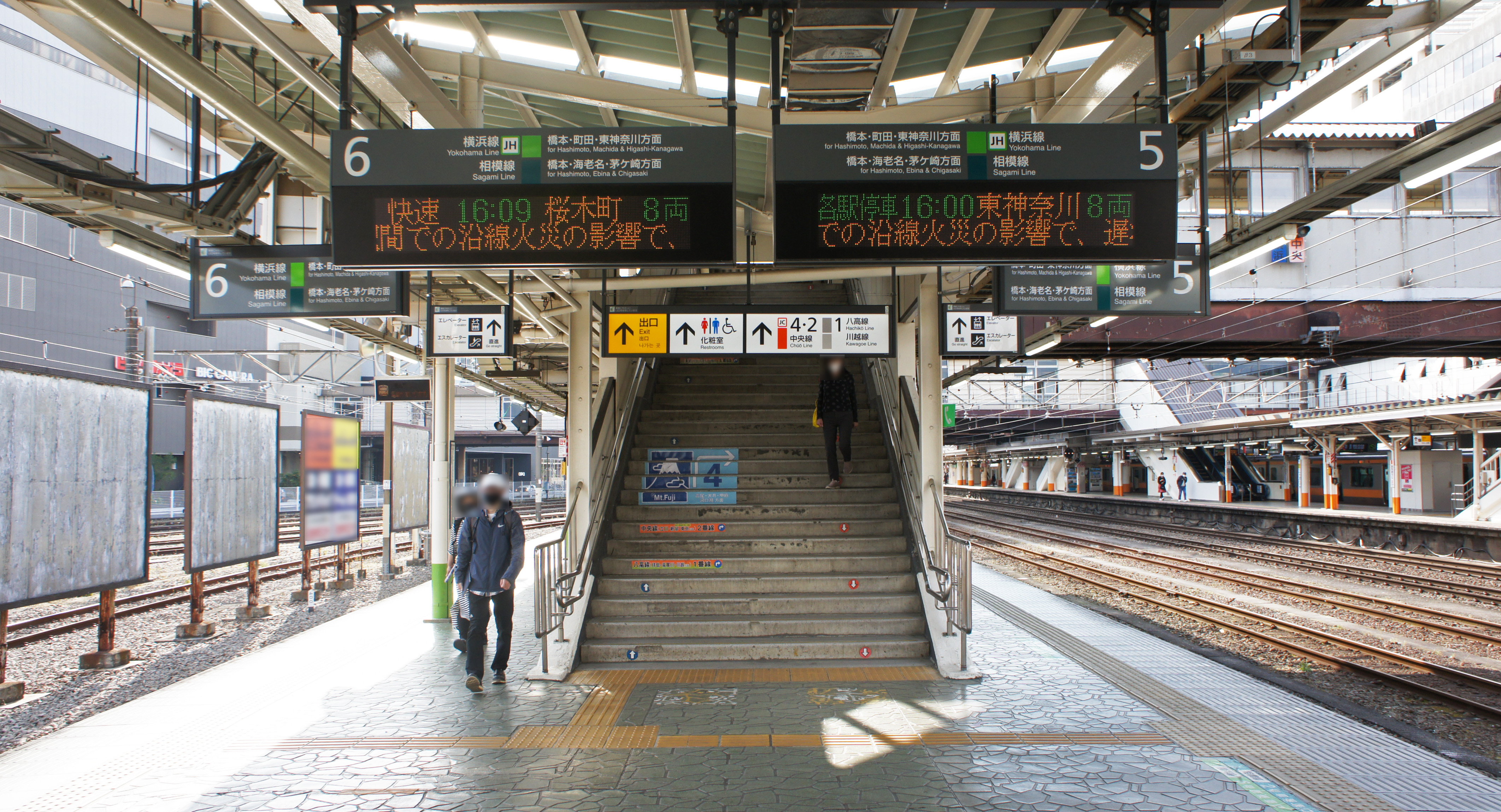
5、6號月台 (2021年4月25日)

### 车站便當
- 八王子车站便當一覽
  - 战前
御壽司
  - 战後
特製御便當、特製什錦煎餅便當、三明治、散壽司、鰻魚便當、高尾之里（高尾の里）、松姬御膳、牛壽司、特製幕之內晚霞便當（特製幕の内夕やけ弁当）、陣場栗子飯（栗めし）

## 使用情況

### JR東日本
2019年（令和元年）度1日平均上車人次為83,565人，JR東日本車站排行第51位。中央快速線內第12位、橫濱線內僅次於町田站排行第2位。
近年的推移如下表。
| 年度               | 1日平均 上車人次 | 來源     |
| ------------------ | ---------------- | -------- |
| 1989年（平成元年） | 72,717           | [ * 1 ]  |
| 1990年（平成02年） | 76,208           | [ * 2 ]  |
| 1991年（平成03年） | 81,019           | [ * 3 ]  |
| 1992年（平成04年） | 82,427           | [ * 4 ]  |
| 1993年（平成05年） | 83,614           | [ * 5 ]  |
| 1994年（平成06年） | 83,723           | [ * 6 ]  |
| 1995年（平成07年） | 83,648           | [ * 7 ]  |
| 1996年（平成08年） | 84,978           | [ * 8 ]  |
| 1997年（平成09年） | 83,647           | [ * 9 ]  |
| 1998年（平成10年） | 82,652           | [ * 10 ] |
| 1999年（平成11年） | 82,192           | [ * 11 ] |
| 2000年（平成12年） | 80,697           | [ * 12 ] |
| 2001年（平成13年） | 80,843           | [ * 13 ] |
| 2002年（平成14年） | 81,204           | [ * 14 ] |
| 2003年（平成15年） | 81,273           | [ * 15 ] |
| 2004年（平成16年） | 80,325           | [ * 16 ] |
| 2005年（平成17年） | 80,755           | [ * 17 ] |
| 2006年（平成18年） | 81,403           | [ * 18 ] |
| 2007年（平成19年） | 82,032           | [ * 19 ] |
| 2008年（平成20年） | 82,395           | [ * 20 ] |
| 2009年（平成21年） | 80,273           | [ * 21 ] |
| 2010年（平成22年） | 80,219           | [ * 22 ] |
| 2011年（平成23年） | 81,474           | [ * 23 ] |
| 2012年（平成24年） | 82,521           | [ * 24 ] |
| 2013年（平成25年） | 85,191           | [ * 25 ] |
| 2014年（平成26年） | 84,739           | [ * 26 ] |
| 2015年（平成27年） | 86,178           | [ * 27 ] |
| 2016年（平成28年） | 85,093           | [ * 28 ] |
| 2017年（平成29年） | 85,302           | [ * 29 ] |
| 2018年（平成30年） | 85,003           | [ * 30 ] |
| 2019年（令和元年） | 83,565           |          |

### JR貨物
2011年度，貨櫃貨物處理量發送19,996噸、到着64,405噸、車扱貨物的處理量發送37,849噸、到着394,361噸。近年的各年發着噸數如下表。
| 年度               | 總數     | 總數     | 車扱貨物 | 車扱貨物 | 貨櫃貨物 | 貨櫃貨物 | 來源        |
| 年度               | 發送噸數 | 到着噸數 | 發送噸數 | 到着噸數 | 發送噸數 | 到着噸數 | 來源        |
| ------------------ | -------- | -------- | -------- | -------- | -------- | -------- | ----------- |
| 1990年（平成02年） | 95,912   | 494,866  | 60,593   | 394,820  | 35,319   | 100,046  | [ 貨物 1 ]  |
| 1991年（平成03年） | 91,964   | 485,467  | 57,641   | 403,750  | 34,323   | 81,717   | [ 貨物 2 ]  |
| 1992年（平成04年） | 92,636   | 415,540  | 55,802   | 378,706  | 36,834   | 36,834   | [ 貨物 3 ]  |
| 1993年（平成05年） | 67,450   | 401,304  | 33,583   | 317,773  | 33,867   | 83,531   | [ 2 ]       |
| 1994年（平成06年） | 64,707   | 403,226  | 32,728   | 319,083  | 31,979   | 84,143   | [ 貨物 4 ]  |
| 1995年（平成07年） | 69,945   | 390,958  | 36,437   | 316,238  | 33,508   | 74,720   | [ 貨物 5 ]  |
| 1996年（平成08年） | 64,779   | 390,382  | 31,583   | 309,121  | 33,196   | 81,261   | [ 貨物 6 ]  |
| 1997年（平成09年） | 62,317   | 372,827  | 29,343   | 289,327  | 32,974   | 83,500   | [ 貨物 7 ]  |
| 1998年（平成10年） | 52,278   | 263,191  | 19,465   | 193,061  | 32,813   | 70,130   | [ 貨物 8 ]  |
| 1999年（平成11年） | 62,312   | 388,387  | 31,190   | 314,796  | 31,122   | 73,591   | [ 貨物 9 ]  |
| 2000年（平成12年） | 76,976   | 451,794  | 38,856   | 379,037  | 38,120   | 72,757   | [ 貨物 10 ] |
| 2001年（平成13年） | 77,613   | 432,963  | 33,736   | 355,016  | 43,877   | 76,747   | [ 貨物 11 ] |
| 2002年（平成14年） | 84,632   | 497,604  | 42,580   | 423,808  | 42,052   | 73,796   | [ 貨物 12 ] |
| 2003年（平成15年） | 90,643   | 498,070  | 42,788   | 406,782  | 47,855   | 91,288   | [ 貨物 13 ] |
| 2004年（平成16年） | 83,878   | 541,730  | 45,704   | 452,825  | 38,174   | 88,905   | [ 貨物 14 ] |
| 2005年（平成17年） | 88,426   | 545,413  | 45,778   | 467,313  | 42,648   | 78,100   | [ 貨物 15 ] |
| 2006年（平成18年） | 79,027   | 527,053  | 42,927   | 442,358  | 36,100   | 84,695   | [ 貨物 16 ] |
| 2007年（平成19年） | 77,474   | 522,163  | 42,812   | 441,056  | 34,662   | 81,107   | [ 貨物 17 ] |
| 2008年（平成20年） | 75,268   | 470,328  | 42,812   | 381,218  | 32,456   | 89,110   | [ 貨物 18 ] |
| 2009年（平成21年） | 63,355   | 465,074  | 37,804   | 387,034  | 25,551   | 78,040   | [ 貨物 19 ] |
| 2010年（平成22年） | 59,811   | 463,064  | 38,430   | 389,889  | 21,381   | 73,175   | [ 貨物 20 ] |
| 2011年（平成23年） | 57,845   | 458,776  | 37,849   | 394,361  | 19,996   | 64,405   | [ 貨物 21 ] |

## 巴士路線

### 北口
- 準急　八王子站北口⇔八王子郵便局⇔創價大正門、東京富士美術館⇔純心女子學園⇔杏林大學（西東京巴士）
- 宇01　京王八王子站⇔八王子站北口⇔大和田團地下⇔大谷北⇔宇津木⇔宇津木台（西東京巴士）
- 宇02　八王子站北口⇔北八王子站入口⇔石川町會館前⇔宇津木台（西東京巴士）
- 宇03　八王子站北口⇔北八王子站入口⇔東海大學八王子病院⇔石川町會館前⇔宇津木台（西東京巴士）

ひ*宇04　八王子站北口⇔北八王子站入口⇔東海大學八王子病院（西東京巴士）
- 工32　京王八王子站⇔八王子站北口⇔織物組合前⇔中野⇔工學院大學西⇔工學院大學犬目校舎⇔楢原町（西東京巴士）
- 工35　京王八王子站⇔八王子站北口⇔織物組合前⇔中野⇔工學院大學（西東京巴士）(休日停駛)
- 急行　八王子站北口⇔（鹎山隧道）⇔工學院大學（西東京巴士）(休校日停駛)
- 01　京王八王子站⇔八王子站北口⇔八王子郵便局⇔（鹎山隧道）⇔純心女子學園⇔農協前⇔宮下⇔戶吹（西東京巴士）
- 左40　八王子站北口⇔淺川橋⇔⇔左入⇔西武滝山台⇔啓明學園⇔拜島站（西東京巴士）：限平日1班
- 左42　京王八王子站⇔八王子站北口⇔淺川橋⇔村内⇔左入⇔純心女子學園⇔農協前⇔宮下⇔戶吹（西東京巴士）
- 左43　京王八王子站⇔八王子站北口⇔淺川橋⇔村内⇔左入⇔純心女子學園（西東京巴士）
- 陣10　京王八王子站⇔八王子站北口⇔織物組合前⇔藥師前⇔諏訪神社⇔寶生寺團地（多摩巴士）
- 陣14　京王八王子站⇔八王子站北口⇔織物組合前⇔藥師前⇔諏訪神社⇔寶生寺團地入口⇔川原宿⇔大久保（多摩巴士）
- 陣17　京王八王子站⇔八王子站北口⇔織物組合前⇔諏訪神社⇔寶生寺團地⇔恩方車庫（多摩巴士）：23時之後運行
- 陣18　京王八王子站⇔八王子站北口⇔織物組合前⇔諏訪神社⇔寶生寺團地入口⇔恩方車庫⇔繊維團地（多摩巴士）
- 日50　八王子站北口⇔京王八王子站⇔大和田坂上⇔日野自動車前⇔日野站（京王電鐵巴士）
- 八01　京王八王子站⇔八王子站北口⇔織物組合前⇔西八王子站入口⇔長房團地⇔城山手（京王電鐵巴士）
- 八02　京王八王子站⇔八王子站北口⇔織物組合前⇔西八王子站入口⇔長房團地（京王電鐵巴士）
- 八03　京王八王子站⇔八王子站北口⇔織物組合前⇔西八王子站入口⇔並木町⇔長房團地（京王電鐵巴士）
- 八04　京王八王子站⇔八王子站北口⇔織物組合前⇔西八王子站入口⇔並木町⇔高尾站南口⇔醫療中心ー⇔館丘團地（京王電鐵巴士）
- 八05　京王八王子站⇔八王子站北口⇔織物組合前⇔西八王子站入口⇔並木町⇔長房團地⇔城山手（京王電鐵巴士）
- 八14　京王八王子站⇔八王子站北口⇔織物組合前⇔藥師前⇔石神坂⇔高尾站南口（多摩巴士）
- 八20　京王八王子站⇔八王子站北口⇔織物組合前⇔中野⇔楢原町⇔川口小學校⇔帝京八王子高校⇔小峰公園⇔武藏五日市站（西東京巴士）
- 八21　京王八王子站⇔八王子站北口⇔織物組合前⇔中野⇔神社前⇔楢原町（西東京巴士）
- 八22　京王八王子站⇔八王子站北口⇔織物組合前⇔中野⇔神社前⇔楢原町⇔川口小學校（西東京巴士）
- 八23　京王八王子站⇔八王子站北口⇔織物組合前⇔中野⇔神社前⇔楢原町⇔川口小學校⇔森下⇔上川靈園（西東京巴士）
- 八24　京王八王子站⇔八王子站北口⇔織物組合前⇔中野⇔神社前⇔楢原町⇔川口小學校⇔上川靈園入口⇔帝京八王子高校⇔今熊（西東京巴士）
- 八26　京王八王子站⇔八王子站北口⇔保健中心⇔八王子市役所⇔神社前⇔楢原町（西東京巴士）：休日停駛
- 八28　京王八王子站⇔八王子站北口⇔織物組合前⇔市役所入口⇔橫川町住宅⇔松枝住宅（西東京巴士）
- 八30　京王八王子站⇔八王子站北口⇔織物組合前⇔楢原町⇔戶吹⇔夏园⇔秋川站⇔山田⇔武藏五日市站（西東京巴士）
- 急行　京王八王子站⇔八王子站北口⇔楢原町⇔（戶吹隧道）⇔夏园（西東京巴士）
- 八31　京王八王子站⇔八王子站北口⇔織物組合前⇔楢原町⇔戶吹⇔夏园（西東京巴士）
- 八41　京王八王子站⇔八王子站北口⇔淺川橋⇔三井台（西東京巴士）
- 八42　京王八王子站⇔八王子站北口⇔淺川橋⇔創價大學（西東京巴士）
- 八43　京王八王子站⇔八王子站北口⇔淺川橋⇔創價大正門、東京富士美術館（西東京巴士）
- 八44　京王八王子站⇔八王子站北口⇔淺川橋⇔創價大正門、東京富士美術館⇔純心女子學園（西東京巴士）限平日早上1班
- 八45　京王八王子站⇔八王子站北口⇔淺川橋⇔創價大正門、東京富士美術館⇔純心女子學園⇔農協前⇔宮下⇔戶吹（西東京巴士）
- 八46　京王八王子站⇔八王子站北口⇔淺川橋⇔創價大正門、東京富士美術館⇔純心女子學園⇔宮下⇔杏林大學（西東京巴士）
- 八47　京王八王子站⇔八王子站北口⇔暁橋⇔中野團地（西東京巴士）
- 八48　京王八王子站⇔八王子站北口⇔淺川橋⇔三井台⇔創價大正門、東京富士美術館⇔純心女子學園⇔農協前⇔宮下⇔戶吹（西東京巴士）22時之後運行
- 八51　八王子站北口⇔京王八王子站⇔大和田團地（西東京巴士）
- 八54　京王八王子站⇔八王子站北口⇔公孙树大厅⇔福祉會館⇔馬場谷戶⇔三井台（西東京巴士）：限午間運行
- 八59　八王子站北口⇔京王八王子站⇔石川入口⇔八王子工業團地（京王電鐵巴士）
- 八91　京王八王子站⇔八王子站北口⇔市民會館⇔山田站⇔寺田橋⇔上大船（京王巴士南）：限夜間運行
- 八92　京王八王子站⇔八王子站北口⇔市民會館⇔山田站⇔下寺田⇔榛名神社⇔法政大學（京王巴士南）
- 八93　京王八王子站⇔八王子站北口⇔市民會館⇔山田站⇔寺田橋⇔上大船⇔東京家政學院（京王巴士南）
- 八97　京王八王子站⇔八王子站北口⇔實踐高校⇔西八王子站南口⇔目白台站⇔下寺田⇔绿ヒル寺田⇔法政大學（京王電鐵巴士）
- 豊56　八王子站北口⇔京王八王子站⇔石川入口⇔首都大學東京入口⇔第二中學校前⇔豊田站北口（京王電鐵巴士）
- 八07　八王子站⇔織物組合前⇔西八王子站入口⇔高尾警察署前⇔高尾站前⇔高尾山口⇔大垂水⇔千木良⇔相模湖站（神奈川中央交通）
- 八71　八王子站⇔万町⇔片倉站入口⇔片倉台（神奈川中央交通）
- 八72　八王子站⇔万町⇔片倉站入口⇔御殿峠⇔橋本本町⇔橋本站北口（神奈川中央交通）
- 夜行高速　京王八王子站高速BT、八王子站北口⇔大聖寺東町、小松站前、片町、香林坊、武藏辻、金澤站前（多摩巴士、北陸鐵道）
- 空港高速　高尾站南口、京王八王子站高速BT、八王子站北口、中央道日野⇔羽田空港（多摩巴士、京王巴士南、東京空港交通）

### 南口
- 八60　八王子站南口⇔北野站北口⇔南陽台⇔由木折返場⇔上柚木公園⇔南大澤站（京王巴士南）
- 八61　八王子站南口⇔北野站北口⇔中山⇔前田橋⇔上柚木公園⇔南大澤站（京王巴士南）
- 八65　八王子站南口⇔北野站北口⇔北野台一丁目⇔坂上⇔片倉台（京王巴士南）
- 八68　八王子站南口⇔北野站北口⇔北野台一丁目⇔西武北野台（京王巴士南）
- 八69　八王子站南口⇔北野站北口⇔北野台一丁目⇔坂上⇔片倉高校前⇔八王子南野站（京王巴士南）
- 八70　八王子站南口⇔多摩美術大學（急行）（京王巴士南）
- 八81　八王子站南口⇔由井第三小前⇔大卷觀音前⇔目白台站（京王巴士南）
- 八94　八王子站南口⇔富士森公園⇔西八王子站南口（京王電鐵巴士）：限早上運行。

## 歷史
- 1889年（明治22年）8月11日 - 甲武鐵道（現中央本線）車站開業（位於現在位置北東的＜八王子合同廳舎附近＞位置）
- 1901年（明治34年）8月1日 - 官設鐵道的八王子～上野原間開業與轉移（位於現在位置西方約150m）
- 1906年（明治39年）10月1日 - 甲武鐵道的御茶之水～八王子間由於鐵道國有法而被國有化
- 1908年（明治41年）9月23日 - 橫濱鐵道（現橫濱線）開業
- 1917年（大正6年）10月1日 - 橫濱鐵道國有化、改名橫濱線
- 1931年（昭和6年）12月10日 - 八高線開業
- 1937年（昭和12年） - 複線化，移設至現在位置
（舊站遺址由現在的東京都立産業技術研究所八王子廳舎利用。）
- 1983年（昭和58年）- 站大樓竣工
- 1987年（昭和62年）4月1日 - 國鐵分割民營化，由JR東日本繼承
- 1999年（平成11年）11月21日 - 中央線上行線、使用線路由3號線變更為2號線

## 相鄰車站
東日本旅客鐵道（JR東日本）
 中央線
- 特急「梓」「超級梓」「甲斐路」「成田特快」停車站

■通勤特快（只限上行）
立川（JC 19） ← 八王子（JC 22） ← 高尾（JC 24）
■中央特快、■通勤快速（只限下行）、■快速、■普通（直通大月站以西）
豐田（JC 21）－八王子（JC 22）－西八王子（JC 23）
■武藏野號
豐田（JC 21）－八王子（JC 22）
 橫濱線
■快速、■各站停車（快速至相模原為止各站停車）
片倉（JH 31）－八王子（JH 32）
■八高線
八王子－北八王子

### 使用情況

#### JR東日本
1. ↑  東京都統計年鑑 （页面存档备份，存于） - 東京都
2. ↑  統計八王子 （页面存档备份，存于） - 八王子市

JR東日本1999年度以後的上車人次
1. ↑  各駅の乗車人員（1999年度） （页面存档备份，存于） - JR東日本
2. ↑  各駅の乗車人員（2000年度） （页面存档备份，存于） - JR東日本
3. ↑  各駅の乗車人員（2001年度） （页面存档备份，存于） - JR東日本
4. ↑  各駅の乗車人員（2002年度） （页面存档备份，存于） - JR東日本
5. ↑  各駅の乗車人員（2003年度） （页面存档备份，存于） - JR東日本
6. ↑  各駅の乗車人員（2004年度） （页面存档备份，存于） - JR東日本
7. ↑  各駅の乗車人員（2005年度） （页面存档备份，存于） - JR東日本
8. ↑  各駅の乗車人員（2006年度） （页面存档备份，存于） - JR東日本
9. ↑  各駅の乗車人員（2007年度） （页面存档备份，存于） - JR東日本
10. ↑  各駅の乗車人員（2008年度） （页面存档备份，存于） - JR東日本
11. ↑  各駅の乗車人員（2009年度） （页面存档备份，存于） - JR東日本
12. ↑  各駅の乗車人員（2010年度） （页面存档备份，存于） - JR東日本
13. ↑  各駅の乗車人員（2011年度） （页面存档备份，存于） - JR東日本
14. ↑  各駅の乗車人員（2012年度） （页面存档备份，存于） - JR東日本
15. ↑  各駅の乗車人員（2013年度） （页面存档备份，存于） - JR東日本
16. ↑  各駅の乗車人員（2014年度） （页面存档备份，存于） - JR東日本
17. ↑  各駅の乗車人員（2015年度） （页面存档备份，存于） - JR東日本
18. ↑  各駅の乗車人員（2016年度） （页面存档备份，存于） - JR東日本
19. ↑  各駅の乗車人員（2017年度） （页面存档备份，存于） - JR東日本
20. ↑  各駅の乗車人員（2018年度） （页面存档备份，存于） - JR東日本
21. ↑  各駅の乗車人員（2019年度） （页面存档备份，存于） - JR東日本

東京都統計年鑑
1. ↑   (PDF).   [2017-12-08]. （原始内容存档 (PDF)于2018-10-04）.
2. ↑   (PDF).   [2017-12-08]. （原始内容存档 (PDF)于2016-03-05）.
3. ↑   (PDF).   [2017-12-08]. （原始内容存档 (PDF)于2015-04-02）.
4. ↑  .   [2017-12-08]. （原始内容存档于2013-08-15）.
5. ↑  .   [2017-12-08]. （原始内容存档于2013-02-03）.
6. ↑  .   [2017-12-08]. （原始内容存档于2013-02-03）.
7. ↑  .   [2017-12-08]. （原始内容存档于2013-02-03）.
8. ↑  .   [2017-12-08]. （原始内容存档于2013-02-03）.
9. ↑  .   [2017-12-08]. （原始内容存档于2016-03-04）.
10. ↑  東京都統計年鑑（平成10年）PDF
11. ↑  東京都統計年鑑（平成11年）PDF
12. ↑  .   [2017-12-08]. （原始内容存档于2016-03-04）.
13. ↑  .   [2017-12-08]. （原始内容存档于2016-03-04）.
14. ↑  .   [2017-12-08]. （原始内容存档于2017-07-29）.
15. ↑  .   [2017-12-08]. （原始内容存档于2017-07-29）.
16. ↑  .   [2017-12-08]. （原始内容存档于2017-07-29）.
17. ↑  .   [2017-12-08]. （原始内容存档于2017-07-29）.
18. ↑  .   [2017-12-08]. （原始内容存档于2017-07-29）.
19. ↑  .   [2017-12-08]. （原始内容存档于2017-07-29）.
20. ↑  .   [2017-12-08]. （原始内容存档于2017-07-29）.
21. ↑  .   [2017-12-08]. （原始内容存档于2016-03-26）.
22. ↑  .   [2017-12-08]. （原始内容存档于2016-03-27）.
23. ↑  .   [2017-12-08]. （原始内容存档于2016-03-25）.
24. ↑  .   [2017-12-08]. （原始内容存档于2016-03-27）.
25. ↑  .   [2017-12-08]. （原始内容存档于2016-03-22）.
26. ↑  .   [2017-12-08]. （原始内容存档于2017-07-30）.
27. ↑  .   [2017-12-08]. （原始内容存档于2018-11-09）.
28. ↑  .   [2020-07-29]. （原始内容存档于2019-05-02）.
29. ↑  .   [2020-07-29]. （原始内容存档于2019-12-03）.
30. ↑  .   [2020-07-29]. （原始内容存档于2020-08-04）.

#### JR貨物
1. ↑  第42回東京都統計年鑑 222ページ
2. ↑  第43回東京都統計年鑑 228ページ
3. ↑  第44回東京都統計年鑑 222ページ
4. ↑  第46回東京都統計年鑑 218ページ
5. ↑  第47回東京都統計年鑑 236ページ
6. ↑  第48回東京都統計年鑑 252ページ
7. ↑  第49回東京都統計年鑑 252ページ
8. ↑  第50回東京都統計年鑑 252ページ
9. ↑  第51回東京都統計年鑑 252ページ
10. ↑  第52回東京都統計年鑑 252ページ
11. ↑  第53回東京都統計年鑑 252ページ
12. ↑  第54回東京都統計年鑑 252ページ
13. ↑  第55回東京都統計年鑑 252ページ
14. ↑  第56回東京都統計年鑑 248ページ
15. ↑  第57回東京都統計年鑑 266ページ
16. ↑  第58回東京都統計年鑑 253ページ
17. ↑  第59回東京都統計年鑑 252ページ
18. ↑  第60回東京都統計年鑑 257ページ
19. ↑  .   [2017-12-08]. （原始内容存档于2016-03-26）.
20. ↑  .   [2017-12-08]. （原始内容存档于2016-03-27）.
21. ↑  .   [2017-12-08]. （原始内容存档于2016-03-25）.

## 外部連結
- 車站資訊（八王子）：東日本旅客鐵道

35°39′20″N 139°20′20.3″E / 35.65556°N 139.338972°E